# Lorenzo Mongiardino

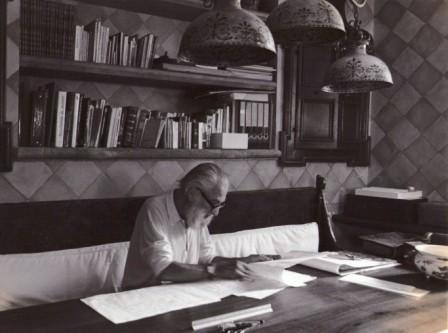
Lorenzo Mongiardino (1996)

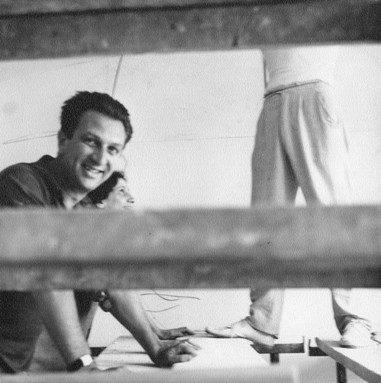
Lorenzo Mongiardino mit Lila De Nobili Anfang der 1970er Jahre

Lorenzo (Renzo) Mongiardino (* 12. Mai 1916 in Genua; † 16. Januar 1998 in Mailand) war ein italienischer Innenarchitekt, Bühnen- und Szenenbildner.

## Leben und Wirken
Lorenzo Mongiardino wurde 1916 als Sohn des Theater-Impresarios und Millionärs Giuseppe Mongiardino und dessen Frau Laura Queiorolo in Genua geboren. Sein Interesse an Architektur wurde nach eigenen Angaben geweckt, als er mit zwölf Jahren den neuen Wohnsitz seiner Familie, einen Palast aus dem 18. Jahrhundert in Genua, betrat. Auf Wunsch seiner Eltern studierte er dennoch zunächst Rechtswissenschaften, begann jedoch nach einigen fehlgeschlagenen Prüfungen stattdessen ein erfolgreiches Architekturstudium in Mailand. Seine erste praktische Arbeit in diesem Beruf wurde das Hause seiner Schwester.
Nach dem Zweiten Weltkrieg begann Mongiardino als Bühnenbildner am Theater zu arbeiten. Er wirkte unter anderem am Teatro alla Scala in Mailand und Royal Opera House  in Covent Garden. Zu den bekanntesten Aufführungen, an denen er beteiligt war, zählt Franco Zeffirellis Produktion Tosca am Royal Opera House mit Maria Callas in der Hauptrolle (1964). Mongiardino arbeitete auch in der Filmbranche als Production Designer mehrfach mit dem Regisseur Franco Zeffirelli zusammen. Zweimal wurde er mit einer Oscar-Nominierung in der Kategorie Bestes Szenenbild ausgezeichnet: 1968 für sein Mitwirken bei der Literaturverfilmung Der Widerspenstigen Zähmung und 1974 bei dem Historienfilm Bruder Sonne, Schwester Mond.
Mitte der 1950er Jahre stattete Mongiardino für einen Freund dessen Wohnung aus. Damit begann seine Karriere als Innenarchitekt, die ihm letztlich größeren Erfolg einbrachte als seine Tätigkeit in Theater und Film. Mongiardino wurde zu Italiens führendem klassischen Innendesigner. Sein Erfolg beruhte vor allem auf der Atmosphäre, die er mit seinen Dekorationen erzielte, nicht auf deren Authentizität. Er wurde bekannt für seine opulenten, dramatisch-romantischen Innenausstattungen, für die er häufig Brokatstoff, (falschen) Marmor, neoklassizistische Stuckarbeiten und neo-manieristische Fresken verwendete. Seine Dekorationen waren trotz ihres historischen Bezugs oft nicht authentisch, sondern durch geschickte Malerei (Trompe-l’œil) geschaffene Illusionen. Mongiardino beschäftigte ein umfangreiches Mitarbeiterteam (z. B. Lila De Nobili), das ihn sowohl bei der Bühnen- als auch der Raumgestaltung unterstützte. Er arbeitete für vermögende europäische und amerikanische Familien wie Brandolini, Rothschild und Agnellis. Unter anderem dekorierte er im Auftrag von Gianni Versace gemeinsam mit seinem Assistenten Fiorenzo Cattaneo einen Palast in Mailand. Für die Tiffany-Schmuckdesignerin Elsa Peretti gestaltete er neben ihrer Wohnung einen mittelalterlichen Turm in Porto Ercole (1985). Bekannt wurde dieses Werk von Mongiardino unter anderem für seinen Kamin in Form des Kopfes eines Ungeheuers. Zu seinen letzten Arbeiten gehörten Designentwürfe für die Restaurierung des 1996 ausgebrannten Teatro La Fenice.
1993 veröffentlichte Mongiardino seine Memoiren unter dem Titel Roomscapes bei Rizzoli. Nach einer Operation im November 1997, bei der ihm ein Herzschrittmacher eingepflanzt worden war, entwickelte Mongiardino eine Lungenentzündung und andere Erkrankungen, die schließlich im Januar 1998 zu seinem Tod führten. Er starb mit 81 Jahren in Mailand. Er hinterließ eine Tochter.

## Publikationen
- Roomscapes: The Decorative Architecture of Renzo Mongiardino. Rizzoli, New York 1993, ISBN 0-8478-1553-6.
- Architettura da camera. Rizzoli, New York 1993, ISBN 88-17-24321-3.

## Innengestaltung (Auswahl)
- Peretti Tower, Porto Ercole, für Elsa Peretti (1985)
- Anwesen Daylesford, England, für Hans Heinrich Thyssen-Bornemisza de Kászon
- Wohnhaus, Positano, für Franco Zeffirelli
- Wohnhaus, Oxfordshire, für Stanislas und Lee Radziwill
- Apartment, Mailand, für Gianni Versace,
- Hôtel Lambert, Ile St Louis, Paris, für Marie-Helene und Guy de Rothschild
- Restaurierung Teatro La Fenice, Venedig

## Theater (Auswahl)
- 1964: Tosca, Franco Zeffirelli, Royal Opera House, Covent Garden[6]
- 1972: La traviata, La Fenice, Gian Carlo Menotti
- 1995: Eugen Onegin, Spoleto Festival

## Filmografie
- 1967: Der Widerspenstigen Zähmung (The Taming of the Shrew)
- 1968: Romeo und Julia (Romeo and Juliet)
- 1972: Bruder Sonne, Schwester Mond (Fratello sole, sorella luna)
- 1977: Jenseits von Gut und Böse (Al di là del bene e del male)
- 1992: Il segno del comando (Fernsehfilm)